# Argostemma yunnanense
Argostemma yunnanense är en måreväxtart som beskrevs av Foon Chew How och S.H.Lo. Argostemma yunnanense ingår i släktet Argostemma och familjen måreväxter. Inga underarter finns listade i Catalogue of Life.